# إغارة 1973 على قواعد الدفاع الجوي المصرية
كانت غارة 16 أكتوبر 1973 على قواعد الدفاع الجوي المصرية عبارة عن غارة إسرائيلية وقعت خلال حرب أكتوبر ضمن معارك ثغرة الدفرسوار. نفذتها عناصر تتبع اللواء 421 الإسرائيلي، وكان الهدف منها هو فتح ثغرة في منظومة الدفاع الجوي المصرية الكثيفة، مما يسمح للقوات الجوية الإسرائيلية بالحركة في محيط قناة السويس. وفقاً للمزاعم الإسرائيلية، دُمرت عدة دبابات وأربع قواعد صواريخ مصرية خلال الغارة، في حين لم تتكبد القوات الإسرائيلية أي خسائر في الأفراد أو المعدات.

## سير الأحداث
عبرت الكتيبة 565 مظلات من اللواء 247 قناة السويس على زوارق مطاطية للكتيبة 630 مهندسين خلال ليلة 16 أكتوبر. وانضمت إليها الكتيبة 416 مظلات في الصباح الباكر، لتوسيع رأس الجسر. تلا ذلك، عبور أولى دبابات الكتيبة 264 من اللواء 421 للقناة باستخدام طوافات مجمعة من ناقلات جيلويس العائمة التابعة للكتيبة 634 مهندسين. بحلول الظهيرة، انضمت إليهم سريتان من الكتيبة 257 وسيطروا على مطار الدفرسوار، وبذلك وصل عدد مدرعات الجيش الإسرائيلي غرب القناة إلى 28 دبابة و6 ناقلات جند مدرعة.
انقسمت قوة الدبابات الإسرائيلية إلى قسمين؛ كُلفت سرية مكونة من الكتيبة 257 تابعة للواء داني مات على 10 ناقلات إم-113 و20 دبابة من الكتيبة 264 (اللواء 421) بقيادة غيورا ليف، بشن غارة بعمق 30 كم لتدمير قواعد صواريخ سام المتقدمة للسماح للقوات الجوية الإسرائيلية بالعمل بحرية أكبر.
كانت الغارة تحت إشراف حاييم إيريز قائد اللواء 421، ودُمر خلالها 4 من أصل 5 قواعد جوية، فقد تبين أن إحدى القواعد كانت خالية. كما دُمرت قوة مدرعة تتبع اللواء 116 ميكانيكي المصري بدون خسائر للقوة الإسرائيلية والتي عادت إلى الدفرسوار بعد الانتهاء من مهمتها.

## إنظر أيضاً
- حرب أكتوبر
- ثغرة الدفرسوار
- قوات الدفاع الجوي المصرية

## وصلات خارجية
- سرد الغارة على موقع اللواء 421
- تقرير القادة الإسرائيليين حول الغارة على موقع اللواء 421